# Darel Valença Lins
Darel Valença Lins (Palmares, 9 de dezembro de 1924 – Rio de Janeiro, 7 de dezembro de 2017) foi um gravurista, pintor, desenhista, ilustrador e professor brasileiro.

## Biografia
Em 1937 aprendeu desenho técnico e começou a dedicar-se ao desenho à mão livre. Estudou na Escola de Belas Artes do Recife, atual Universidade Federal de Pernambuco - UFPE, entre 1941 e 1942, e atua como desenhista técnico. Muda-se para o Rio de Janeiro em 1946. Estuda gravura em metal com Henrique Oswald (1918 - 1965) no Liceu de Artes e Ofícios, em 1948. Dois anos depois, entra em contato com Oswaldo Goeldi (1895 - 1961). Atua como ilustrador em diversos periódicos, como para a revista Manchete, Senhor, Revista da Semana entre outras e os jornais Última Hora, O Jornal e Diário de Notícias. Entre 1953 e 1966, encarrega-se das publicações da Sociedade dos Cem Bibliófilos do Brasil. Com o prêmio de viagem ao exterior, recebido no Salão Nacional de Arte Moderna - SNAM do Rio de Janeiro, em 1957, viaja para a Itália, onde permanece até 1960. Época em que realizou doze murais para a cidade de Reggio Emilia. De volta ao Rio de Janeiro, ilustrou diversas obras literárias, como Memórias de um Sargento de Milícias, 1957, de Manuel Antônio de Almeida (1831 - 1861); Poranduba Amazonense, 1961, de Barbosa Rodrigues (1842 - 1909); São Bernardo, 1992, de Graciliano Ramos (1892 - 1953); e A Polaquinha, 2002, de Dalton Trevisan (1925) e Humilhados e Ofendidos, de Dostoievski. Leciona gravura em metal no Museu de Arte de São Paulo Assis Chateaubriand - Masp, em 1951; litografia na Escola Nacional de Belas Artes - Enba, no Rio de Janeiro, entre 1955 e 1957; e na Faculdade de Artes Plásticas da Fundação Armando Álvares Penteado - Faap, em São Paulo, de 1961 a 1964. Retomou as atividades no jornalismo e realizou uma série de colagens e fotomontagens para as crônicas de Antônio Maria, na Revista da Semana. Entre 1968 e 1969, realiza painéis como os do Palácio dos Arcos, sede do Ministério das Relações Exteriores, em Brasília, para a Olivetti (1970) e para a IBM do Brasil (1979). Em 1982 recebeu o Prêmio Abril de Jornalismo pelo melhor conjunto de ilustrações para a revista Playboy.

## Formação
- 1937 - Catente PE - Inicia aprendizado de desenhista técnico de máquinas na Usina de Catente e dedica-se à prática do desenho à mão livre

- 1941/1942 - Recife PE - Estuda na Escola de Belas Artes

- 1947 - Rio de Janeiro RJ - Matricula-se no Liceu de Artes e Ofícios, onde estuda gravura em metal com Henrique Oswald

- 1958 - Roma (Itália) - Interessa-se pela obra de Pisarello

## Cronologia
- 1937 - Vive na cidade de Catente, em Pernambuco

- 1941 - É desenhista no Departamento Nacional de Obras e Saneamento de Recife

- 1941 - Vive em Recife
- 1945 - Vive no Rio de Janeiro
- 1950 - Recebe o Prêmio Parkes pelo Ibeu
- 1951/1953 - Leciona gravura em metal no Masp
- 1953/1966 - Diretor-técnico da editora Os Cem Bibliófilos do Brasil
- 1954/1956 - Ilustra diversos jornais como Última Hora, Diário de Notícias, O Jornal, e as revistas  Senhor, Manchete e Revista da Semana, entre outras
- 1954/1956 - Leciona litografia na Enba
- 1959/1960 - Realiza doze murais em Reggio Emilio, Na Itália
- 1960 - Finaliza a gravação das ilustrações de Poranduba Amazonenses, textos de Barbosa Rodrigues, editado pelo Clube dos Cem Bibliófilos do Brasil
- ca.1961 - Ilustra obras literárias, entre as quais Memórias de um Sargento de Milícias, de Manuel Antônio de Almeida, e Amos e Servos, de Dostoievski
- 1961/1962 - Retoma suas atividades no jornalismo e realiza uma série de colagem e fotomontagem para as crônicas de Antônio Maria (1921 - 1964), na Revista da Semana
- 1964 - Prêmio de desenho no 2ª Resumo de Arte do Jornal do Brasil, no MAM/RJ
- 1961/1965 - Leciona litografia na Faap, em São Paulo
- 1966 - Participa do 15º Salão Nacional de Arte Moderna do Rio de Janeiro como membro do júri de seleção e premiação
- 1968 - É editado álbum com doze gravuras em metal, organizado por Júlio Pacello, com texto de Clarice Lispector
- 1968/1969 - Executa painéis para o Palácio dos Arcos, em Brasília
- 1970 - Executa painel para a Olivetti
- 1979 - Executa painel para a IBM do Brasil
- 1982 - Recebe o Prêmio Abril de Jornalismo, melhor conjunto de ilustrações para a revista Playboy

## Exposições
Individuais
- 1949 - Rio de Janeiro RJ - Individual, na Biblioteca Nacional

- 1951 - Recife PE - Darel: pintura e desenho, no Gabinete Português de Leitura
- 1952 - Milão (Itália) - Darel, na Galeria Stendhal
- 1953 - São Paulo SP - Darel: gravura em metal, no Masp
- 1958 - Roma (Itália) - Individual, na Galeria Il Siparietto
- 1960 - São Paulo SP - Darel: desenhos, na Galeria São Luís
- 1961 - Rio de Janeiro RJ - Individual, na Petite Galerie
- 1963 - Buenos Aires (Argentina) - Individual, na Galeria Lascaux
- 1963 - Rio de Janeiro RJ - Darel: pinturas e desenhos, na Petite Galerie
- 1964 - Rio de Janeiro RJ - Darel: pinturas e desenhos, na Petite Galerie
- 1965 - Roma (Itália) - Darel: aquarela, desenho e gravura, na Galeria de Arte da Casa do Brasil
- 1965 - Roma (Itália) - Darel: desenho e aquarela, no Pallazzo Doria Panphili
- 1965 - São Paulo SP - Darel: aquarela, na Seta Galeria de Arte
- 1966 - Olinda PE - Darel: pinturas, no MAC/PE
- 1967 - São Paulo SP - Individual, na Galeria Mirante das Artes
- 1968 - Rio de Janeiro RJ - Darel: pinturas, no Gabinete Barcinski
- 1969 - Rio de Janeiro RJ - Estudos dos Painéis para o Palácio dos Arcos, no MAM/RJ

- 1969 - São Paulo SP - Darel: pintura e desenhos, na Galeria Cosme Velho
- 1970 - Rio de Janeiro RJ - Individual, na Galeria Grupo B
- 1972 - São Paulo SP - Individual, na Galeria Cosme Velho
- 1972 - São Paulo SP - Individual, na Galeria No Sobrado
- 1973 - Rio de Janeiro RJ - Darel: pinturas, na Galeria Vernissage
- 1973 - São Paulo SP - Individual, na Galeria Múltipla de Arte
- 1975 - Bruxelas (Bélgica) - Darel: desenhos e aquarelas, no Palais de Beaux-Arts
- 1976 - Porto Alegre RS - Individual, na Galeria Oficina de Arte
- 1977 - Copenhague (Dinamarca) - Darel: desenhos e aquarelas, na Cat Galeria
- 1978 - São Paulo SP - Darel: desenhos e aquarelas, na Cristina Faria de Paula Galeria de Arte
- 1979 - Rio de Janeiro RJ - Darel: desenhos e aquarelas, na Galeria Gravura Brasileira
- 1980 - Curitiba PR - Darel 1970-1980, na Biblioteca Pública do Paraná
- 1981 - Porto Alegre RS - Darel: aquarela, gravura e têmpera, na Galeria do Centro Comercial de Porto Alegre
- 1981 - Porto Alegre RS - Darel: pintura, desenho e litografia, na Galeria Guignard
- 1981 - Rio de Janeiro RJ - Darel: pinturas e desenhos, na Galeria César Aché
- 1981 - São Paulo SP - Darel: desenhos, na Galeria Ars Artis
- 1982 - Vitória ES - Darel: litos e desenhos recentes, na Galeria de Arte e Pesquisa da Ufes
- 1985 - Recife PE - Darel: 30 anos depois, na Galeria Futuro 25
- 1985 - Rio de Janeiro RJ - Darel: litografias, na Galeria Gravura Brasileira

- 1985 - São Paulo SP - Darel: pinturas e desenhos recentes, na Galeria Alberto Bonfiglioli
- 1986 - Rio de Janeiro RJ - Darel: litografias, na Galeria Paulo Cunha
- 1987 - Rio de Janeiro RJ  - Darel: pinturas
- 1987 - São Paulo SP - Darel: gravuras em metal e litografias, na Galeria Intersul
- 1988 - Rio de Janeiro RJ - Darel: década de 70
- 1990 - Rio de Janeiro RJ - Individual
- 1991 - Curitiba PR - O Estado dos Afetos, na Sala Miguel Bakun IV
- 1991 - Curitiba PR - O Estado dos Afetos, no Solar do Rosário
- 1991 - Rio de Janeiro RJ - Darel: gravura em metal e lito, no MNBA
- 1991 - São Paulo SP - Darel: o espaço do artista quando jovem, no Paço das Artes
- 1996 - Rio de Janeiro RJ - Darel: desenho, gravura em metal e lito, no Instituto Cultural Villa Maurina
- 1999 - Rio de Janeiro RJ - Darel: gravura fotomontagem lito e plotagem
- 2008 - São Paulo SP - Darel : uma arte fora de série, Espaço cultural BM&F Brasil
- 2010 - Rio de Janeiro RJ  - Darel de corpo inteiro, CAIXA cultural Rio de Janeiro
- 2013 - Brasília DF - Darel de corpo inteiro, CAIXA cultural Brasília
- 2013 - São Paulo SP - por trás da aparência - ilustrações de DAREL, CAIXA Cultural São paulo

Coletivas
- 1948 - Rio de Janeiro RJ - 54º Salão Nacional de Belas Artes, no MNBA - medalha de bronze em gravura

- 1952 - Feira de Santana BA - 1ª Exposição de Arte Moderna de Feira de Santana, no Banco Econômico
- 1952 - Recife PE - 1º Salão de Arte Moderna do Recife - prêmio gravura
- 1952 - Rio de Janeiro RJ - 1º Salão Nacional de Arte Moderna - prêmio viagem ao país
- 1952 - Rio de Janeiro RJ - Exposição de Artistas Brasileiros, no MAM/RJ
- 1954 - Goiânia GO - Exposição do Congresso Nacional de Intelectuais
- 1954 - Rio de Janeiro RJ - Salão Preto e Branco, no Palácio da Cultura
- 1956 - Rio de Janeiro RJ - 1º Salão Ferroviário , no MEC
- 1957 - Rio de Janeiro RJ - 6º Salão Nacional de Arte Moderna - prêmio viagem ao exterior
- 1958 - Rio de Janeiro RJ - Salão do Mar
- 1961- São Paulo SP - 6ª Bienal Internacional de São Paulo, no Pavilhão Ciccilo Matarazzo Sobrinho
- 1962 - São Paulo SP - Marcelo Grassmann, Eduardo Sued, Oswaldo Goeldi e Darel, na Galeria Residência
- 1962 - São Paulo SP - Seleção de Obras de Arte Brasileira da Coleção Ernesto Wolf, no MAM/SP
- 1963 - São Paulo SP - 7ª Bienal Internacional de São Paulo, na Fundação Bienal - prêmio melhor desenhista nacional
- 1963 - São Paulo SP - Marcelo Grassmann e Darel, na Seta Galeria de Arte
- 1964 - Rio de Janeiro RJ - 2º O Rosto e a Obra, no Galeria Ibeu Copacabana
- 1964 - Tóquio (Japão) - 4ª International Biennial Exhibition of Prints
- 1965 - Bonn (Alemanha) - Brazilian Art Today

- 1965 - Londres (Inglaterra) - Brazilian Art Today, no Royal Academy of Arts
- 1965 - Lugano (Suíça) - 9ª Exposizione Internazionale de Bianco e Nero
- 1965 - São Paulo SP - 8ª Bienal Internacional de São Paulo, na Fundação Bienal
- 1965 - Viena (Áustria) - Brazilian Art Today
- 1966 - Cornell (Estados Unidos) - Gravadores Brasileiros Contemporâneos, na Universidade de Cornell
- 1966 - Lugano (Suíça) - 10ª Exposizione Internazionale de Bianco e Nero
- 1966 - Rio de Janeiro RJ - O Artista e a Máquina, no MAM/RJ
- 1966 - São Paulo SP - O Artista e a Máquina, no Masp
- 1967 - São Paulo SP - 9ª Bienal Internacional de São Paulo, na Fundação Bienal
- 1969 - Rio de Janeiro RJ - 7ª Resumo de Arte JB, no MAM/RJ
- 1969 - São Paulo SP - 1º Panorama de Arte Atual Brasileira, no MAM/SP
- 1972 - Curitiba PR - 29º Salão Paranaense, no Teatro Guaíra - artista convidado - prêmio aquisição/desenho
- 1972 - São Paulo SP - Arte/Brasil/Hoje: 50 anos depois, na Galeria da Collectio
- 1976 - São Paulo SP - 8º Panorama de Arte Atual Brasileira, no MAM/SP
- 1979 - Curitiba PR - 1ª Mostra do Desenho Brasileiro, no Museu de Arte do Paraná
- 1979 - São Paulo SP - 15ª Bienal Internacional de São Paulo, na Fundação Bienal
- 1980 - Curitiba PR - 3ª Mostra Anual de Gravura Cidade de Curitiba, na Casa da Gravura Solar do Barão
- 1980 - São Paulo SP - 12º Panorama de Arte Atual Brasileira, no MAM/SP

- 1981 - São Paulo SP - 6ª  Arte no Centro Campestre, no Centro Campestre Sesc Brasílio Machado Neto
- 1982 - Penápolis SP - 5º Salão de Artes Plásticas da Noroeste, na Fundação Educacional de Penápolis. Faculdade de Filosofia, Ciências e Letras de Penápolis
- 1983 - Olinda PE - 2ª Exposição da Coleção Abelardo Rodrigues de Artes Plásticas, no MAC/PE
- 1983 - Rio de Janeiro RJ - 6º Salão Nacional de Artes Plásticas, no MAM/RJ
- 1984 - Ribeirão Preto SP - Gravadores Brasileiros Anos 50/60, na Galeria Campus USP-Banespa
- 1984 - São Paulo SP - 15º Panorama de Arte Atual Brasileira, no MAM/SP
- 1984 - São Paulo SP - Tradição e Ruptura: síntese de arte e cultura brasileiras, na Fundação Bienal
- 1985 - Penápolis SP - 6º Salão de Artes Plásticas da Noroeste, na Fundação Educacional de Penápolis. Faculdade de Filosofia, Ciências e Letras de Penápolis
- 1985 - Rio de Janeiro RJ - 8º Salão Nacional de Artes Plásticas, no MAM/RJ
- 1985 - Rio de Janeiro RJ - Encontros, na Petite Galerie
- 1985 - Rio de Janeiro RJ - Velha Mania: desenho brasileiro, na EAV/Parque Lage
- 1985 - São Paulo SP - 100 Obras Itaú, no Masp
- 1985 - São Paulo SP - 18ª Bienal Internacional de São Paulo, na Fundação Bienal
- 1985 - São Paulo SP - Destaques da Arte Contemporânea Brasileira, no MAM/SP
- 1986 - Curitiba PR - 7º Acervo do Museu Nacional da Gravura - Casa da Gravura, no Museu Guido Viaro
- 1986 - Porto Alegre RS - Caminhos do Desenho Brasileiro, no Margs

- 1988 - Lisboa (Portugal) - Pioneiros e Discípulos, na Fundação Calouste Gulbenkian. Centro de Arte Moderna José de Azeredo Perdigão
- 1989 - Olinda PE - Viva Olinda Viva, no Atelier Coletivo
- 1989 - Recife PE - Jogo de Memória
- 1989 - Rio de Janeiro RJ - Jogo de Memória, na Montesanti Galleria
- 1989 - Rio de Janeiro RJ - Gravura Brasileira: 4 temas, na EAV/Parque Lage
- 1989 - São Paulo SP - Jogo de Memória, na Galeria Montesanti Roesler
- 1990 - Curitiba PR - 9ª Mostra da Gravura Cidade de Curitiba, no Museu da Gravura - artista convidado/sala especial de litografia
- 1990 - Curitiba PR - 9º Artistas Convidados: litografias, na Casa Romário Martins
- 1991 - Curitiba PR - Museu Municipal de Arte: acervo, no Museu Municipal de Arte
- 1992 - Rio de Janeiro RJ - Gravura de Arte no Brasil: proposta para um mapeamento, no CCBB
- 1992 - Santo André SP- Litogravura: métodos e conceitos, no Paço Municipal
- 1993 - Lisboa (Portugal) - Matrizes e Gravuras Brasileiras: Coleção Guita e José Mindlin, na Fundação Calouste Gulbenkian. Centro de Arte Moderna José de Azeredo Perdigão
- 1994 - São Paulo SP - Bienal Brasil Século XX, na Fundação Bienal
- 1994 - Pequim (China) - Contemporany Art in Brazil: works on paper, no Yan Huang Art Museum
- 1995 - São Paulo SP - Três Mestres da Gravura em Metal: Darel, Grassmann, Gruber, no Museu Banespa
- 1996 - São Paulo SP- Ex Libris/Home Page, no Paço das Artes
- 1997 - Barra Mansa RJ - Traços Contemporâneos: homenagem a gravura brasileira, no Centro Universitário de Barra Mansa
- 1997 - São Paulo SP - A Cidade dos Artistas, no MAC/USP

- 1998 - São Paulo SP - Impressões: a arte da gravura brasileira, no Espaço Cultural Banespa
- 1998 - São Paulo SP - Os Colecionadores - Guita e José Mindlin: matrizes e gravuras, na Galeria de Arte do Sesi
- 1999 - Niterói RJ - Mostra Rio Gravura: Acervo Banerj, no Museu Histórico do Ingá
- 1999 - São Paulo SP- Litografia: fidelidade e memória, no Espaço de Arte Unicid
- 2000 - Curitiba PR - Exposição Acervo Badep, na SEEC
- 2000 - São Paulo SP - Investigações. A Gravura Brasileira, no Itaú Cultural
- 2000 - São Paulo SP - Mercado de Arte nº 9, na Ricardo Camargo Galeria
- 2000 - São Paulo SP - Os Anjos Estão de Volta, na Pinacoteca do Estado
- 2000 - São Paulo SP - Os Anjos Estão de Volta, na Pinacoteca do Estado
- 2001 - Brasília DF - Coleções do Brasil, no CCBB
- 2001 - Brasília DF - Investigações. A Gravura Brasileira, no  Itaugaleria
- 2001 - Penápolis SP - Investigações. A Gravura Brasileira, na Galeria Itaú Cultural
- 2001 - Rio de Janeiro RJ - A Imagem do Som de Antônio Carlos Jobim, no Paço Imperial
- 2001 - Rio de Janeiro RJ - Aquarela Brasileira, no Centro Cultural Light
- 2002 - Passo Fundo RS - Gravuras: Coleção Paulo Dalacorte, no Museu de Artes Visuais Ruth Schneider
- 2002 - Porto Alegre RS - Desenhos, Gravuras, Esculturas e Aquarelas, na Garagem de Arte
- 2002 - Porto Alegre RS - Gravuras: Coleção Paulo Dalacorte, no Museu do Trabalho
- 2003 - São Paulo SP - Entre Aberto, na Gravura Brasileira

- 2004 - São Paulo SP - Novas Aquisições: 1995 - 2003, no MAB/Faap

## Acervos
- Museu de Arte de Londrina - Londrina PR

## Lista de obras no acervo do Museu de Arte de Londrina, PR
- Sem Título - Gravura